# Manuel Gallegos
Manuel Gallegos Abarca (Rengo, 15 de octubre de 1952) es un escritor y dramaturgo chileno de literatura infantil.

## Biografía
Estudió teatro en la sede de la Universidad de Chile en Valparaíso donde se recibió de actor. En el puerto actúa en varias obras, pero siente que su vocación está en la dramaturgia y en el estudio de la historia del teatro. 
Luego se mudó a Santiago, donde realizó un programa de magíster en Dirección Teatral en la Universidad de Chile. Gallegos trabajó desde 1977 en el Ministerio de Educación promoviendo el teatro en la educación, y luego se traslada a la ciudad de Puerto Montt, donde escribe numerosas obras dramáticas y narrativas para niños y jóvenes, publicadas en diversas editoriales del país. En la zona crea la Feria del Libro Infantil y Juvenil de Puerto Varas.

## Obras
Su obra se ha desarrollado tanto en el ámbito de la narrativa como en el género dramático y en ambos, los temas predominantes son la tradición popular y folclórica y la naturaleza, apelando al mundo imaginativo y lúdico de los niños.

### Cuentos
- La prisión de la garza (1991)
- Ayun UI (1992)
- Cuentos para no cortar: 17 relatos de árboles chilenos (1998)
- Cuentos Mapuches del Lago Escondido  (2001)
- ¿Cómo nació el Arrayán? (2001)
- Los Pingüinos de la Isla Lagartija (2005)
- La ollita de virtud (2005)

### Obras de teatro
- El carnaval de los animales (1974)
- Pali Palitroque (1979)
- Las aventuras del señor don Gato: siete juegos teatrales para niños (1980)
- Encuentro en Tritón y otras obras (1984), que incluye obras de teatro infantil como «Por qué el pájaro Siete Colores tiene siete colores», «El cometa que ya no tiene el pelo largo» y «Cuando Pedro Urdemales era un niño», entre otras.
- Tres Obras para Navidad (1987)
- Mamoe Uri, Mamoe Tea (1989)
- La sorprendente historia de los niños picunches (1992)
- Los Pingüinos de la Isla Lagartija (2005)
- La ollita de virtud (2005)

### Novelas
- Travesía infernal (1997), en el que narra el viaje efectuado por la goleta Ancud para tomar posesión del Estrecho de Magallanes.
- El Cisne y la Luna (2001) Historia de una profesora rural en el sur de Chile,su abnegado y creativo esfuerzo por despertar en sus alumnos la pasión por aprender en interacción con el entorno social y le belleza de la naturaleza, además de su creatividad y crecimiento integral.
- La Huella de Monte Verde (2014) Recreación de los primeros habitantes de América hace 14.600 años, basada en el descubrimiento del sitio arqueológico de Monte Verde ubicado en Puerto Montt, Chile. Un niño cultiva una especial amistad con un animal de la era del hielo, un gonfoterio, y cuyo vínculo cambia la vida de su clan.

### Antologías y libros de pedagogía teatral
- Teatro Juvenil. Selección de Obras, Teoría y Práctica (1984)
- Encuentro en Tritón y otras obras (1984), que incluye obras de teatro infantil como «Por qué el pájaro Siete Colores tiene siete colores», «El cometa que ya no tiene el pelo largo» y «Cuando Pedro Urdemales era un niño», entre otras.
- Mi Primer Teatro (2003), en coautoría con Flora Bahamonde González.